# Pulverizador de mochila
Se denomina pulverizadores de mochila a  aquellos pulverizadores portátiles que se colocan a la espalda mediante correas. Suelen dividirse en dos grupos: de tipo manual y motorizados.

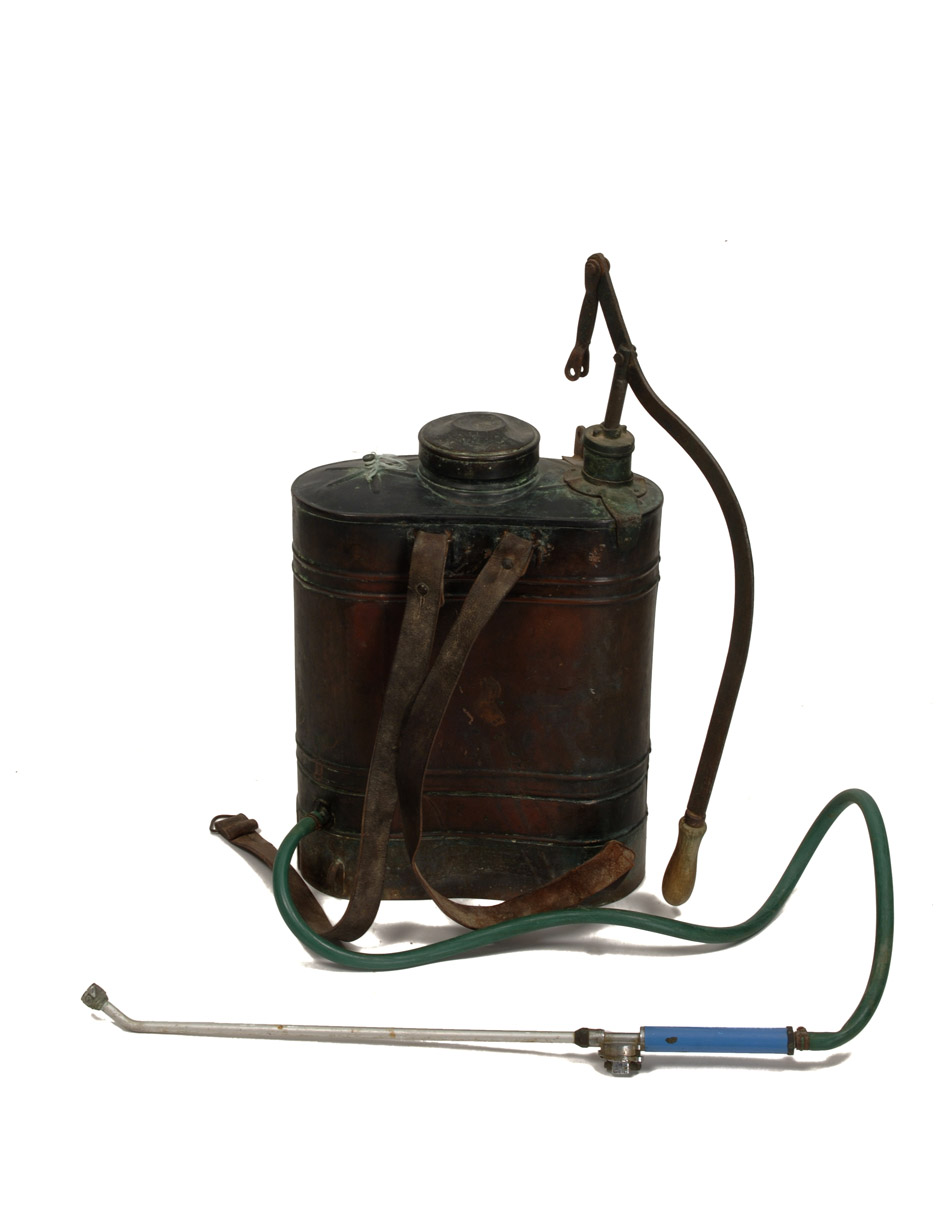
Pulverizador de mochila conservado en el Museu Valencià d'Etnologia

## Pulverizadores de mochila de tipo manual
Son pulverizadores hidráulicos de espaldera. Existen dos tipos en función del método empleado para dar presión al caldo de tratamiento. Así tenemos las mochilas de presión previa y las mochilas de presión retenida accionada por palanca.

### Mochila de presión previa
En las mochilas de presión previa, una vez llenada la mochila con el caldo y antes de realizar el tratamiento, se presuriza por bombeo, lo que permite pulverizar sin tener que impulsar la palanca. Tienen el inconveniente de que la presión va decreciendo de forma progresiva, por lo que hay ocasiones en que se requiere dar presión de nuevo antes de terminar el depósito.

### Mochila de presión retenida
La mochila de presión retenida accionada por palanca utiliza un sistema de bombeo manual. La palanca acciona una bomba que puede ser bien de pistón, si utiliza un pistón sellado, o bien de diafragma, en cuyo caso lleva usualmente un elastómero flexible ubicado en la base del depósito.
La palanca de bombeo suele ser adaptable para usarse por la derecha o por la izquierda. La bomba puede ir en el interior del depósito o en el exterior del mismo. En el primer caso el mantenimiento es más complejo pero el aparato queda más protegido. En el segundo caso, la máquina está más expuesta pero su acceso es más sencillo.
Para manejar una mochila accionada por palanca se requiere un bombeo constante. Las de tipo pistón alcanzan presiones más altas que las de diafragma, por lo que la utilización de estas últimas, las de diafragma, se recomienda para los tratamientos con herbicidas, mientras que se prefiere las de pistón para la aplicación de insecticidas o fungicidas siempre que permitan alcanzar presiones cercanas a los 3,0 bar o superiores.

### Características
Las mochilas deben disponer de una tapa de depósito suficientemente amplia para facilitar su llenado. Habitualmente no será de diámetro inferior a los 100 mm. Esta tapa debe disponer de un filtro desmontable que posibilite el llenado con un caudal suficiente, normalmente no inferior a los 0,2 litros/segundo. Asimismo se recomienda que disponga de una válvula para evitar el vertido accidental de producto.
Es recomendable que el depósito disponga de un dispositivo en la parte baja que facilite el vaciado cuando se finaliza la aplicación y que este disponga de un filtro sustituible y que se pueda limpiar.
La lanza de pulverización, de longitud generalmente superior a medio metro medida entre su punto de conexión a la manguera flexible y la boquilla, debe incorporar una válvula de control del tipo apertura/cierre de fácil manejo. El pulverizador debe incorporar un elemento de fijación de la lanza y la palanca de accionamiento para su transporte. La lanza suele suministrarse con un juego de boquillas intercambiables de diversos tipos, de entre los cuales los más corrientes son de hendidura, deflectora, de turbulencia o cono hueco, y regulable.
El peso de los mochilas, independientemente de su tipo, no debe superar los 25 kilos una vez lleno de agua hasta su capacidad máxima e incluyendo todos sus componentes.

## Pulverizadores neumáticos de mochila
Estos equipos son conocidos también como nebulizadores debido a la posibilidad que ofrecen de producir una gota muy fina, similar a la niebla. Realizan la pulverización al entrar en contacto el líquido con una corriente de aire de alta velocidad producida normalmente por una bomba centrífuga. 
Dispone normalmente de un motor de combustión interna monocilíndrico de dos tiempos, de gasolina, de baja potencia que acciona una bomba centrífuga. El caldo de tratamiento desciende, generalmente por gravedad, desde el depósito, a través de un tubo flexible, hasta la boquilla que se encuentra en contacto con la corriente de aire.

## Mantenimiento de la mochila
- Los filtros del depósito y de la lanza de tratamiento deben limpiarse para evitar oxidaciones.
- Hay que utilizar boquilla adecuada al tipo de tratamiento. Así, la de hendidura, al proporcionar un mayor tamaño de la gota de pulverización, es recomendable para  los tratamientos con herbicidas. Sin embargo las de cono lo serían para tratamiento insecticida o fungicida.
- La manguera debe mantenerse en buen estado evitando rozaduras y observando que no existan fugas.
- Hay que mantener en buen estado las correas y el depósito para evitar roturas.
- El depósito debe limpiarse tras cada tratamiento y hay que evitar mezclar los diferentes productos utilizados, especialmente en el caso de tratamientos distintos.